# Bruine miertapuit
De bruine miertapuit (Myrmecocichla aethiops) is een zangvogel uit de familie Muscicapidae (Vliegenvangers). De vogel komt vooral voor in de Sahel.

## Herkenning
De vogel is 17 tot 19 cm en weegt 47 tot 66 g. Deze miertapuit is overwegend zwartbruin van kleur. Op afstand lijkt de vogel geheel zwart. De slagpennen zijn gedeeltelijk wit gekleurd. Alleen als de vogel vliegt, zijn de witte vleugelvelden te zien. De snavel en de poten zijn zwart. Beide seksen zien er praktisch hetzelfde uit, het vrouwtje is iets bleker.

## Verspreiding en leefgebied
Deze soort telt 3 ondersoorten:
- M. a. aethiops: van Senegal en Gambia tot Tsjaad en noordelijk Kameroen.
- M. a. sudanensis: westelijk en midden Soedan.
- M. a. cryptoleuca: van westelijk en midden Kenia tot noordelijk Tanzania.

Het leefgebied bestaat uit droge terreinen met kort gras afgewisseld met struikgewas en termietenheuvels. De vogel maakt nesten in kale grond, beschadigde termietenheuvels, steengroeven en de nesten van aardvarkens. Het is een vogel van de Sahelzone, soms nabij dorpen, maar in Oost-Afrika ook op montaan grasland tot op 3000 m boven de zeespiegel.

## Status
De grootte van de wereldpopulatie is niet gekwantificeerd. De vogel is algemeen en men veronderstelt dat de soort in aantal stabiel is. Om deze redenen staat de bruine miertapuit als niet bedreigd op de Rode Lijst van de IUCN.